# Bagno di ninfe
Bagno di ninfe (Bad der Nymphen, in tedesco) o Il bagno delle ninfe, è un dipinto del 1831 di Francesco Hayez.
Il quadro è un olio su tela di 92×119 cm oggi facente parte di una collezione privata a Lugano.

## Descrizione
La scena ritrae un gruppo di donne che si è recato in una foresta per farsi un bagno in un ruscello. Il gruppo centrale è composto da alcune bagnanti che si stanno asciugando, mentre altre due si trovano in acqua, nella parte sinistra della composizione. Nonostante il titolo alluda alle ninfe, dei personaggi della mitologia greca, le bagnanti di quest'opera sono della stessa epoca del pittore, come dimostrano i vestiti che indossano alcune di loro o quelli che si trovano in primo piano, agli angoli della composizione. A tal proposito, una recensione dell'epoca su due quadri di Hayez che ritraevano questo soggetto afferma che questi erano dei "bagni di gentili donne, non diremo più di ninfe perché a queste già da mill'anni più nessun crede".